# Bionicle
Bionicle is een reeks speelgoedartikelen van LEGO, het merk van de LEGO Group. Bionicle is de afkorting van Biological Chronicle. Het concept vertoont grote gelijkenis met de productenseries Slizers en Roboriders en is daar ook de opvolger van. De verhaallijn achter de serie is bedacht door de schrijver Greg Farshtey.

## Geschiedenis
Bionicle ging van start in het jaar 2001. Toen behoorde Bionicle nog bij het thema LEGO Technic. In 2002 werd Bionicle een apart thema van LEGO. De productenserie was een groot succes. Het eindigde in 2010 en werd vervangen door de nieuwe LEGO-serie Hero Factory. In 2015 werd het thema vernieuwd en opnieuw uitgebracht.

## Verhaallijn
Het verhaal achter Bionicle gaat over Biomechanische wezens (half robot en half menselijk).
Een kwaadaardig wezen genaamd Makuta Teridax wil zijn broer Mata Nui (het Universum van Bionicle) uit de weg ruimen en het Universum overnemen. Maar er zijn helden die dat proberen te voorkomen. Die helden heten Toa (meervoud zonder 's) en nemen het op tegen Makuta Teridax en zijn schepsels.
Het verhaal speelt zich af in verschillende gebieden, waarvan de meeste eilanden zijn met namen zoals Metru Nui, Mata Nui en Voya Nui.

## Productenlijn
Bionicles hadden aparte onderdelen die je zelf in elkaar moest zetten. Elk jaar verscheen er weer een nieuw deel van de verhaallijn en van de productenlijn. Meestal kwamen er in het begin van het jaar zes Bionicle-figuren en in het najaar ook zes figuren.
- 2001: De eerste 6 Toa en Matoran (simpel gebouwd met een beweegbare arm).
- 2002: De eerste 6 vijandelijke wezens: de Bohrok (met uitvouwbaar hoofd), + zes nieuwe Toa: Toa Nuva.
- 2003: 6 nieuwe vijanden in voorjaar: Bohrok-Kal, + 6 nieuwe vijanden in najaar: de Rahkshi.
- 2004: 6 nieuwe Toa in voorjaar: Toa Metru, + 6 nieuwe vijanden in najaar: de Vahki (de figuren werden steeds geavanceerder).
- 2005: 6 nieuwe Toa in najaar: Toa Hordika, + 6 nieuwe vijanden in voorjaar: de Visorak.
- 2006: 6 nieuwe Toa in najaar: Toa Inika (met lichtgevend zwaard en schietmechanisme), + 6 nieuwe vijanden in voorjaar: de Piraka (met lichtgevende ogen en Zamor Sphere Lauchers).
- 2007: 6 nieuwe Toa in najaar: Toa Mahri, + 6 nieuwe vijanden in voorjaar: Barraki (beide met nieuw schietmeganisme).
- 2008: 3 nieuwe Toa, + 3 nieuwe vijanden (werden beide de Phantoka genoemd) in voorjaar, 3 nieuwe Toa + nieuwe 3 vijanden (werden beide Mistika genoemd) in najaar.
- 2009: 6 verschillende wezens (waren een soort gladiatoren en werden Glatorian genoemd) in voorjaar, + 6 verschillende wezens (werden de Glatorian Legends genoemd) in najaar.
- 2010: 3 bekende helden en 3 bekende schurken (werden de Stars genoemd) als afsluiting.
- 2015: 6 helden, 6 bewakers en een spin moeten de gouden maskers in handen krijgen. In de zomer kwamen er 6 skeletten en 1 bewaker die 5 gouden maskers moesten verzamelen en het Masker der Creatie.
- 2016: 6 schepsels en 6 nieuwe 'Toa' in de winter en een vijand in beperkte oplage, 4 vijanden en 1 held in de zomer.

Elk jaar kwamen er ook vele verschillende kleinere soorten: de Matoran (in 2009 waren dat de Agori). Alleen in 2007 waren het er vier. Ook kwamen er soms tussendoor speciale edities en grote Bionicle sets, waarvan er meestal een stuk of 3 tot 6 per jaar uitkwamen.

## Films en series
Van de verhalen zijn vier films gemaakt:
- 2003: Bionicle: Mask of Light (VS)
- 2004: Bionicle: Legends of Metru Nui (VS)
- 2005: Bionicle: Web of Shadows (VS)
- 2009: Bionicle: The Legend Reborn (VS)

En van de nieuwe Bionicle sets twee series:
- 2015: Bionicle: Masks of Power (VS)
- 2016: Bionicle: The Journey to One (VS)

## Muziek
In de eerste jaren van BIONICLE heeft LEGO veel verschillende soundtracks gemaakt voor de online computerspellen en de films. Pas vanaf 2005 werden er echte nummers opgenomen voor bepaalde muziekclips of als soundtracks voor de reclames van BIONICLE. De eerste opgenomen nummers in 2005 waren "Hero" en "Caught in a Dream" van All Insane Kids. In 2006 werd het nummer "Move Along" van The All-American Rejects gebruikt door LEGO voor een nieuwe videoclip voor de tv-reclames van BIONICLE. Vanaf 2007 begon vooral de band Cryoshell nummers te maken voor de soundtracks van tv-reclames, videoclips en de titelsong voor de nieuwe film Bionicle: The Legend Reborn.